# Ali Jadbabaie
Ali Jadbabaie é um teórico de sistemas e decisão iraniano-americano, cientista de redes e professor de Engenharia JR East no Instituto de Tecnologia de Massachusetts. Antes de ingressar no MIT, ele foi Professor Alfred Fitler Moore de Ciência de Redes no Departamento de Engenharia Eléctrica e de Sistemas da Universidade da Pensilvânia. Jadbabaie é um especialista de renome internacional no controle e coordenação de formações de multi-robôs, sistemas em rede e ciência de rede. Ele é o director associado do Instituto de Dados, Sistemas e Sociedade do MIT e foi co-fundador e director do Programa Singh em Engenharia de Redes e Sistemas Sociais (NETS) na Escola de Engenharia e Ciências Aplicadas da Universidade da Pensilvânia.